# Artois (Kalifornia)
Artois – jednostka osadnicza w Stanach Zjednoczonych, w stanie Kalifornia, w hrabstwie Glenn.